# Lankhor
Lankhor var en fransk datorspelsutvecklare grundad 1987. Företaget hade stora framgångar i Europa med flera äventyrsspel. 1997 ingick man i samarbete med Eidos Interactive och 4 år senare i december 2001 släpptes deras sista spel "Official Formula 1 Racing". Företaget stängdes senare samma månad på grund av finansiella problem.

## Utvecklade spel
- (?) - Mortville Manor
- (1990) - Maupiti Island
- (1994) - Black sect
- (1994) - F1 World Championship Edition
- (2001) - Official Formula 1 Racing